# Journal of Porous Materials
Das Journal of Porous Materials, abgekürzt J. Porous Mat., ist eine wissenschaftliche Fachzeitschrift, die vom Springer-Verlag veröffentlicht wird. Die Zeitschrift erscheint mit sechs Ausgaben im Jahr. Es werden Artikel veröffentlicht, die sich mit der Synthese, der Charakterisierung und Anwendung von porösen Materialien beschäftigen.
Der Impact Factor lag für das Jahr 2017 bei 1,858. Nach der Statistik des ISI Web of Knowledge wird das Journal mit diesem Impact Factor in der Kategorie angewandte Chemie an 42. Stelle von 72 Zeitschriften, in der Kategorie physikalische Chemie an 111. Stelle von 139 Zeitschriften und in der Kategorie multidisziplinäre Materialwissenschaft an 166. Stelle von 260 Zeitschriften geführt.